# Jaroslav Vaniš
Jaroslav Vaniš (12. dubna 1923 Holice – 13. ledna 1993 Praha) byl český historik. Zabýval se dějinami středověku a raného novověku, historickou geografií a dějinami hudby. Pracoval v Historického ústavu.

## Život
Vystudoval gymnázium ve Vysokém Mýtě. Poválečná studia na Karlově univerzitě zakončil v roce 1953 doktorátem. Zároveň studoval na Pražské konzervatoři u Jaroslava Křičky skladbu. Diplomovou práci zde napsal na téma Palestrinovy melodiky. Po studiích nastoupil do Historického ústavu, v němž prožil celý svůj profesní život. Od roku 1954 pracoval v oddělení historické geografie. V oblasti dějin hudby spolupracoval s Československým rozhlasem. Jeho pozůstalost je uložena v Archivu Národního muzea.

## Dílo
Bibliografie dějin českých zemí, zpracovaná Historickým ústavem AV ČR, ukazuje šíři Vanišova badatelského záběru. Historik patřil k zakladatelům historické geografie jako samostatné vědní disciplíny v Čechách. Vanišovým hlavním dílem je monumentální, téměř tisícistránková edice latinsky vedené účetní knihy Loun z 2. poloviny 15. století. Kniha je jedinečným pramenem k hospodářským dějinám nejen Loun. Zachycuje mj. náklady na městské stavby, opravy a novostavby hradeb, výdaje na výkon městské samosprávy včetně soudnictví, popisuje hospodaření Loun ve vlastní režii, příjmy z poddanských vesnic, správu záduší, péči o městskou školu a mnoho dalších aspektů městské každodennosti včetně dějin cen a mezd.